# Proiectul Acces Digital Total la Arhivele Societății Națiunilor
Proiectul Acces Digital Total la Arhivele Societății Națiunilor sau LONTAD este un proiect sponsorizat de mare scală, a cărui scop este de a prezerva, digitaliza și a asigura acces online la archivele Societății Națiunilor. Obiectivul său fundamental este de a moderniza accesul la arhive pentru cercetători, instituții educaționale și  pentru marele public in general. Proiectul va rezulta în 250 terabytes de data (aproape 30 milioane de fișiere  digitale), peste 500,000 de unități de metadate de descripție, precum și relocarea, prezervarea și conservarea fizică a arhivelor (aproximativ 3 kilometri lineari).   Proiectul este gestionat  de Secțiunea Memorie Instituțională (SMI) a Bibliotecii și Archivelor Națiunilor Unite de la Geneva. Lansat în 2017, proiectul este prevăzut sa fie finalizat  în 2022.

## Arhivele Societății Națiunilor
Arhivele Societății Națiunilor cuprind aproximativ 15 milioane de pagini referitoare la activitatea Societății Națiunilor (cunoscută și sub numele de Liga Națiunilor) de la incepția sa în 1919 și pina la disoluția organizației in 1946. Colecția este păstrată la Biroul Națiunilor Unite de la Geneva (BNUG) și este considerată ca find o colecție historică a  Archivelor Națiunilor Unite de la Geneva.

## Operațiunile de proiect
In cadrul digitalizării, prezervării  digitale și fizice ,  și a accesului online, proiectul este împărțit în trei componente  majore: Pre-digitalizare, Scanare și Post-digitalizare. Fiecare componentă include propria echipă specializată.

### Pre-digitalizare

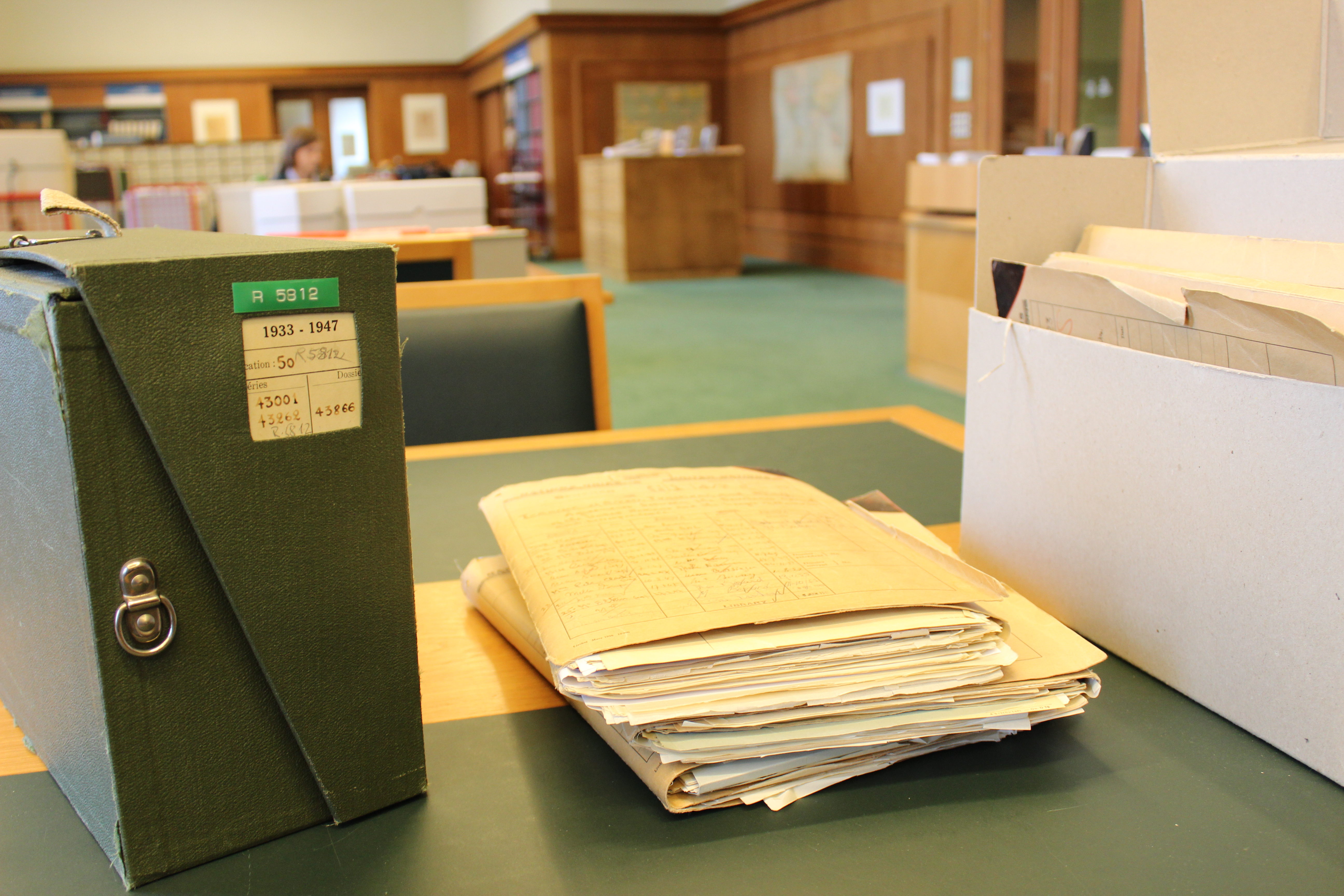
Exemple de cutii și documente din arhivele Societății Națiunilor. Cutia verde închis este una din multele originale (datînd din 1919) care vor fi înlocuite cu cutii arhivare fără acid în cadrul operațiunilor de pre-digitalizare.

Activitățile în faza de pre-digitalizare sînt concentrate pe prepararea și tratamentul fizic de prezervare a documentelor . Echipa de pre-digitalizare efectuează operații și tratament de reparare și stabilizare a documentelor deteriorate, în special documentelor de hîrtie; documentele fragile sînt puse în pliante de hîrtie de prezervare  iar materialul fotografic este izolat în cămăși de protecție arhivare pentru a le asigura stabilitatea fizică pe termen lung.  Unitățile arhivistice sînt apoi sortate, puse in ordine și indexate conform standardelor de proiect și apoi inventariateîn systemul de management al arhivelor.

### Scanare
LONTAD colaborează în mod strîns cu o companie externă specializată în scanare. Sînt folosite overhead scanere (o versiune de flatbed cu sursa de lumină, senzorul și elementele optice mișcîndu-se pe un braț suspendat)  concepute pentru digitalizarea patrimoniului cultural. Sînt produse atît un fișier master  (JPEG-2000 ) cît și un fișier de acces (PDF) procesat cu OCR (recunoașterea optică de caractere) care sînt livrate la echipa de post-digitalizare.

### Post-digitalizare
Activitățile de post-digitalizare se concentrează în primul rînd pe controlul de calitate și crearea de metadate.  Echipa de post-digitalizare efectuează controlul de calitate a imaginilor scanate. Un control de calitate fizic se efectuează și pe eșantioane  de materiale cu scopul de a asigura  prezervarea pe termen lung.
Crearea de metadate consistă în descrierea și indexarea arhivelor. Metadatele descriptive servesc ca și componenta cheie în asigurarea accesului  la colecția digitală. Echipa post-digitalizare lucrează de asemenea și la standardizarea și documentarea proceselor de descriere și utilizează metoda MoSCoW în efectuarea controlului calității și corectarea metadatelor.
Echipa post-digitalizare asigură  publicarea online în sistemul de acces digital, ingerează fișierele digitale în sistemul de prezervare digitală și coordonează unele din funcțiunile de comunicare și extindere a vizibilității proiectului via Twitter și mascota proiectului, Lontadinho.

## Obiective de cercetare
Proiectul LONTAD își propune să facă arhivele Societății Națiunilor mai accesibile cercetătorilor urmărind trei obiective principale:  mobilizarea și asigurarea accesului global la cunoștințe; asigurarea unui acces total și uniform via metadate descriptive conform standardului  ISAD(G); furnizarea de noi căi de analiză, în special în domeniul științelor umaniste digitale.